# Раєво (Давлекановський район)
Ра́єво (рос. Раево, башк. Раев) — присілок у складі Давлекановського району Башкортостану, Росія. Адміністративний центр Раєвської сільської ради.
Населення — 314 осіб (2010; 314 в 2002).
Національний склад:
- татари — 56 %